# Myoviridae
A Myoviridae a bakteriofágok Caudovirales rendbe tartozó rendszertani családja. Az ide tartozó vírusok baktériumokat és ősbaktériumokat fertőznek. A családba 625 ismert faj tartozik, amelyeket 8 alcsaládba és 217 nemzetségbe sorolnak.

## Szerkezetük
A családba tartozó bakteriofágok virionjai lipidburokkal nem rendelkeznek, fej- és farokrészből (köztük egy "nyakkal") állnak. Genomjuk 33-244 ezer bázispárból álló, lineáris, kettős szálú DNS, ami 40-415 fehérjét kódol. A genom végén ismétlődő szakaszok találhatók. GC-aránya kb. 35%. Génjei operonokba rendeződnek. Egyes helyein timin helyett 5-hidroximetilcitozint tartalmaz.
A 16-20 nm átmérőjű farokrész a helikális szerkezetű központi csőből, egy összehúzható tokból, egy gallérból, egy alaplemezből, hat faroktüskéből és hat hosszú szálból ("lábból") tevődik össze. Hasonlít a Tectiviridae farkára, de attól eltérően ez állandóan a virionhoz kapcsolódik. 
A farok összehúzódása ATP-igényes folyamat. A tok összehúzódásakor annak alegységei egymásra csúsznak és a farok 10–15 nm-esre rövidül.

## Életciklusuk

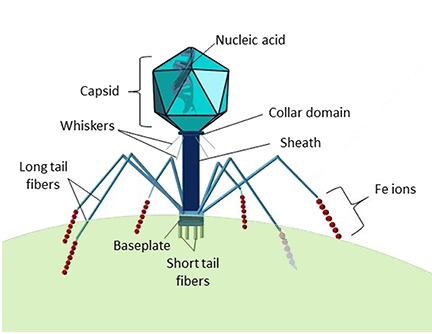
Miovírus tipikus szerkezete

A miovírusok baktériumokat és archeákat (ősbaktériumokat) fertőznek. A gazdasejtet passzív diffúzióval közelítik meg. A felszínéhez kapcsolódva a fág fecskendőként használja összehúzható tokját és központi csövével átszúrja annak sejtfalát, majd a fejben található genom átkerül a citoplazmába. A vírus ezután a baktériumgazda enzimjeit és nyersanyagait felhasználva nagy tempóban elkezdi előbb mRNS-sé, majd fehérjévé átírni a génjeit. Az új virionok összeszerelődése után a vírus holin, endolizin és spanin enzimjei segítségével szétbontja a sejthártyát és a sejtfalat és a gazdasejt pusztulásával járó lízissel kiszabadul a sejtből.
Néhány faj elvesztette a lízishez szükséges génjeit és lizogén életmódra váltott: genomja beépül a gazdasejtébe vagy cirkuláris formában a citoplazmában marad (ún. "temperált" fágok) és átkerül a baktériumsejtek következő generációiba. 
Folynak a kutatások a patogén baktériumok fágjainak a terápiában történő felhasználására.

## Osztályozása

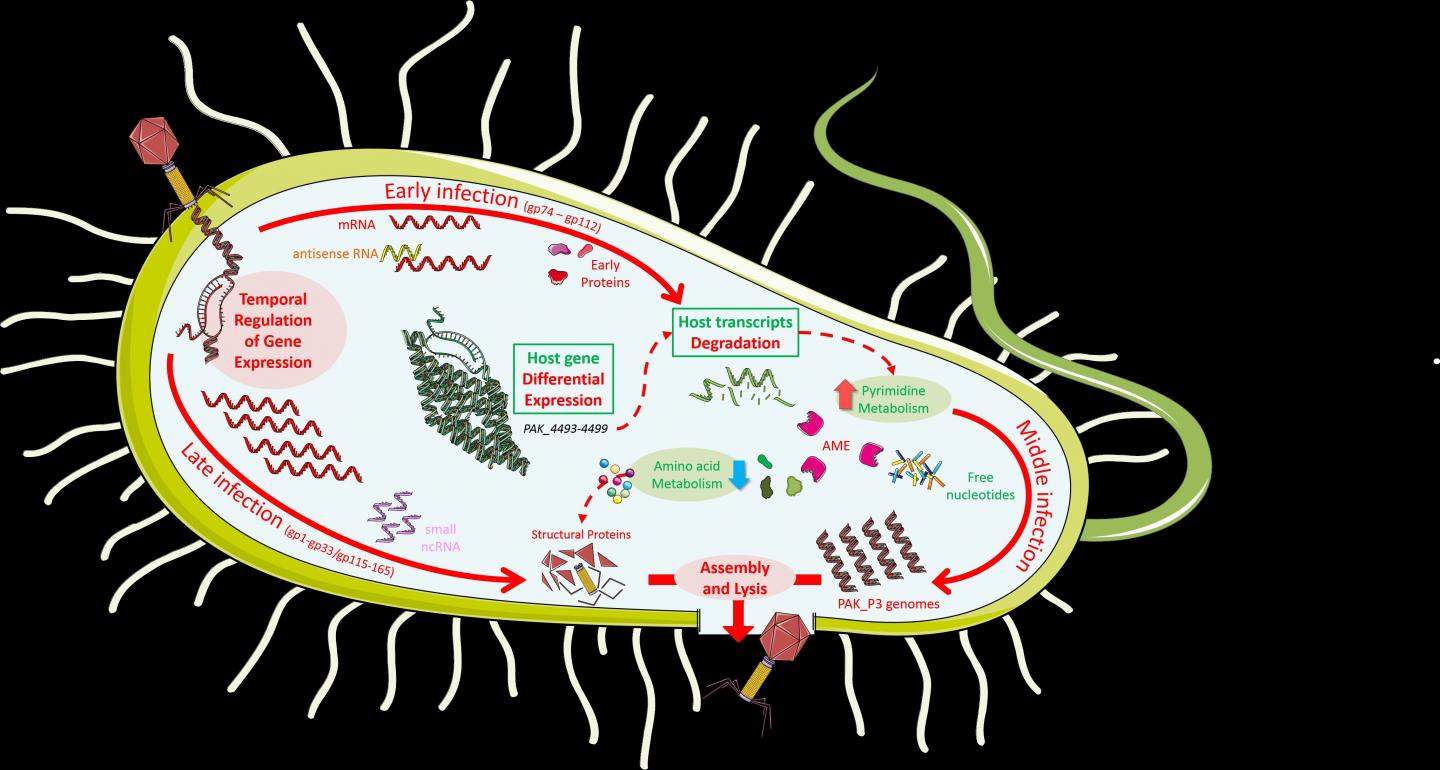
A Nankukovirus genusba tartozó PAK_P3 Pseudomonas-fág életciklusa

A családon belül nyolc alcsaládot különítenek el:
- Emmerichvirinae
- Eucampyvirinae
- Gorgonvirinae
- Ounavirinae
- Peduovirinae
- Tevenvirinae
- Twarogvirinae
- Vequintavirinae

A következő nemzetségek nincsenek alcsaládba besorolva:
- Abouovirus
- Acionnavirus
- Agricanvirus
- Ahtivirus
- Alcyoneusvirus
- Alexandravirus
- Anamdongvirus
- Anaposvirus
- Aokuangvirus
- Asteriusvirus
- Atlauavirus
- Aurunvirus
- Ayohtrevirus
- Baikalvirus
- Bakolyvirus
- Barbavirus
- Bcepfunavirus
- Bcepmuvirus
- Becedseptimavirus
- Bellamyvirus
- Bendigovirus
- Biquartavirus
- Bixzunavirus
- Borockvirus
- Brigitvirus
- Brizovirus
- Brunovirus
- Busanvirus
- Carpasinavirus
- Chakrabartyvirus
- Charybdisvirus
- Chiangmaivirus
- Colneyvirus
- Cymopoleiavirus
- Derbicusvirus
- Dibbivirus
- Donellivirus
- Elmenteitavirus
- Elvirus
- Emdodecavirus
- Eneladusvirus
- Eponavirus
- Erskinevirus
- Eurybiavirus
- Ficleduovirus
- Flaumdravirus
- Fukuivirus
- Gofduovirus
- Goslarvirus
- Haloferacalesvirus
- Hapunavirus
- Heilongjiangvirus
- Iapetusvirus
- Iodovirus
- Ionavirus
- Jedunavirus
- Jilinvirus
- Jimmervirus
- Kanagawavirus
- Kanaloavirus
- Klausavirus
- Kleczkowskavirus
- Kungbxnavirus
- Kylevirus
- Lagaffevirus
- Leucotheavirus
- Libanvirus
- Lietduovirus
- Llyrvirus
- Loughboroughvirus
- Lubbockvirus
- Machinavirus
- Marfavirus
- Marthavirus
- Mazuvirus
- Menderavirus
- Metrivirus
- Mieseafarmvirus
- Mimasvirus
- Moabitevirus
- Moturavirus
- Muldoonvirus
- Mushuvirus
- Muvirus
- Myoalterovirus
- Myohalovirus
- Myosmarvirus
- Naesvirus
- Namakavirus
- Nankokuvirus
- Neptunevirus
- Nereusvirus
- Nerrivikvirus
- Nodensvirus
- Noxifervirus
- Nylescharonvirus
- Obolenskvirus
- Otagovirus
- Pakpunavirus
- Palaemonvirus
- Pbunavirus
- Peatvirus
- Pemunavirus
- Petsuvirus
- Phabquatrovirus
- Phapecoctavirus
- Phikzvirus
- Pippivirus
- Plaisancevirus
- Plateaulakevirus
- Polybotosvirus
- Pontusvirus
- Popoffvirus
- Punavirus
- Qingdaovirus
- Rahariannevirus
- Radnorvirus
- Ripduovirus
- Risingsunvirus
- Ronodorvirus
- Rosemountvirus
- Saclayvirus
- Saintgironsvirus
- Salacisavirus
- Salmondvirus
- Sarumanvirus
- Sasquatchvirus
- Schmittlotzvirus
- Seoulvirus
- Shandongvirus
- Sherbrookevirus
- Shirahamavirus
- Shalavirus
- Svunavirus
- Tabernariusvirus
- Takahashivirus
- Tamkungvirus
- Taranisvirus
- Tefnutvirus
- Tegunavirus
- Thaumasvirus
- Thetisvirus
- Thornevirus
- Tijeunavirus
- Toutatisvirus
- Tulanevirus
- Vellamovirus
- Vhmlvirus
- Vibakivirus
- Wellingtonvirus
- Wifcevirus
- Winklervirus
- Yokohamavirus
- Yoloswagvirus
- Yongloolinvirus

A Tevenvirinae (szinonimája a Tequatrovirinae) típusfaja a T4 fág. Az alcsalád tagjai morfológiailag nagyon hasonlóak: 110 nm-es fejrészük közepesen nyújtott, 114 nm-es farokrészük galléral, tüskés alaplemezzel és hosszú farokszálakkal van ellátva. 
A Peduovirinae alcsaládban a fejrész 60 nm átmérőjű, a farokrész 135 × 18 nm-es. Jellegzetessége, hogy az összehúzódott tok lecsúszhat a központi csőről. A típusfaj a P2 fág. 

## Fordítás
- Ez a szócikk részben vagy egészben  a   Myoviridae című angol Wikipédia-szócikk ezen változatának fordításán alapul.  Az eredeti cikk szerkesztőit annak laptörténete sorolja fel. Ez a jelzés csupán a megfogalmazás eredetét és a szerzői jogokat jelzi, nem szolgál a cikkben szereplő információk forrásmegjelöléseként.